# Troika Games
Troika Games — разработчик компьютерных ролевых игр. Компания была основана в 1998 году тремя людьми, стоявшими у истоков игры Fallout — Тимом Кейном, Леонардом Боярским и Джейсоном Андерсоном — после ухода из Interplay.

## Название компании
Troika — транслитерация русского слова «Тройка».

## История
Фирма выпустила три игры в жанре RPG: [Arcanum: Of Steamworks and Magick Obscura]], The Temple of Elemental Evil и Vampire: The Masquerade — Bloodlines. Bloodlines стала первой игрой, выпущенной на движке Source от Valve Software, одновременно с Half-Life 2.
Игры Troika Games восхвалялись журналистами за сюжет, проработанные диалоги, ярких персонажей и открытые концовки, но критиковались за большое количество багов, особенно The Temple of Elemental Evil и Bloodlines.
Первая игра Тройки — Arcanum — была издана летом 2001 года. Вскоре к Тройке присоединился еще один бывший сотрудник Interplay — Том Деккер.
В 2003 Тройка выпустила The Temple of Elemental Evil по лицензии Dungeons & Dragons.
В 2004 Troika выпустила Vampire: The Masquerade — Bloodlines. Игра была разработана на движке Source.
В начале 2005 Troika начала испытывать серьёзные проблемы с финансами и в конце концов закрылась в феврале 2005.

## Созданные игры
| Дата релиза      | Название игры                             | Жанр       | Издатель   | Платформы |
| ---------------- | ----------------------------------------- | ---------- | ---------- | --------- |
| 22 августа 2001  | Arcanum: Of Steamworks and Magick Obscura | RPG        | Sierra     | PC        |
| 16 сентября 2003 | The Temple of Elemental Evil              | RPG        | Atari      | PC        |
| 16 ноября 2004   | Vampire: The Masquerade – Bloodlines      | Action RPG | Activision | PC        |